# Mary Catherine Bateson
Mary Catherine Bateson (New York, 8. prosinca 1939.) američka antropologinja i publicistica.

## Životopis

### Mladost i obrazovanje
Mary Catherine Bateson rođena je u New Yorku. Kći je američkih kulturnih antropologa Margaret Mead i Gregoryja Batesona. Uz njih je tijekom djetinjstva posjetila razne države svijeta i upoznala različite kulture. Diplomirala je 1960. godine na Radcliffe koledžu (Radcliffe College), a doktorirala na Harvardu 1963. godine.

### Kulturnoantroploški rad
U svojim istraživanjima u početku se bavila kulturom Bliskog istoka. Kasnije počinje proučavati promjene koje sve brži tehnološki razvoj unosi u tradicionalne društvene i kulturne obrasce, te načine na koje se ljudi pokušavaju prilagoditi tim kulturnim promjenama. Također proučava posljedice sveukupnog starenja stanovništva te cjeloživotnog učenja na životni ciklus ljudi i međugeneracijske odnose. Bates je predavala na raznim visokim učilištima u SAD-u i inozemstvu (Filipini i Iran). Napisala je niz knjiga i članaka, te sudjelovala u raznim društveno angažiranim projektima.

## Djela
Značajniji naslovi Mary Catherine Bateson su:
- Očima kćeri: uspomene na Margaret Mead i Gregoryja Batesona (With a Daughter's Eye: A Memoir of Margaret Mead and Gregory Bateson, 1984.)
- Slagalica života (Composing a Life, 1989.)
- Usputne spoznaje: učenje u hodu (Peripheral Visions: Learning Along the Way, 1994.)
- Želja za učenjem: putevi osobnih otkrića (Willing to Learn: Passages of Personal Discovery, 2004.)
- Nova slagalica života: doba djelatne mudrosti (Composing a Further Life: The Age of Active Wisdom, 2010.)

Djela joj nisu prevedena na hrvatski jezik.

## Vanjske poveznice
Ostali projekti
|  | Zajednički poslužitelj ima još gradiva o temi Mary Catherine Bateson |

Mrežna mjesta
- Mary Catherine Bateson, osobno mrežno mjesto